# Ostfriesisches Landwirtschaftsmuseum

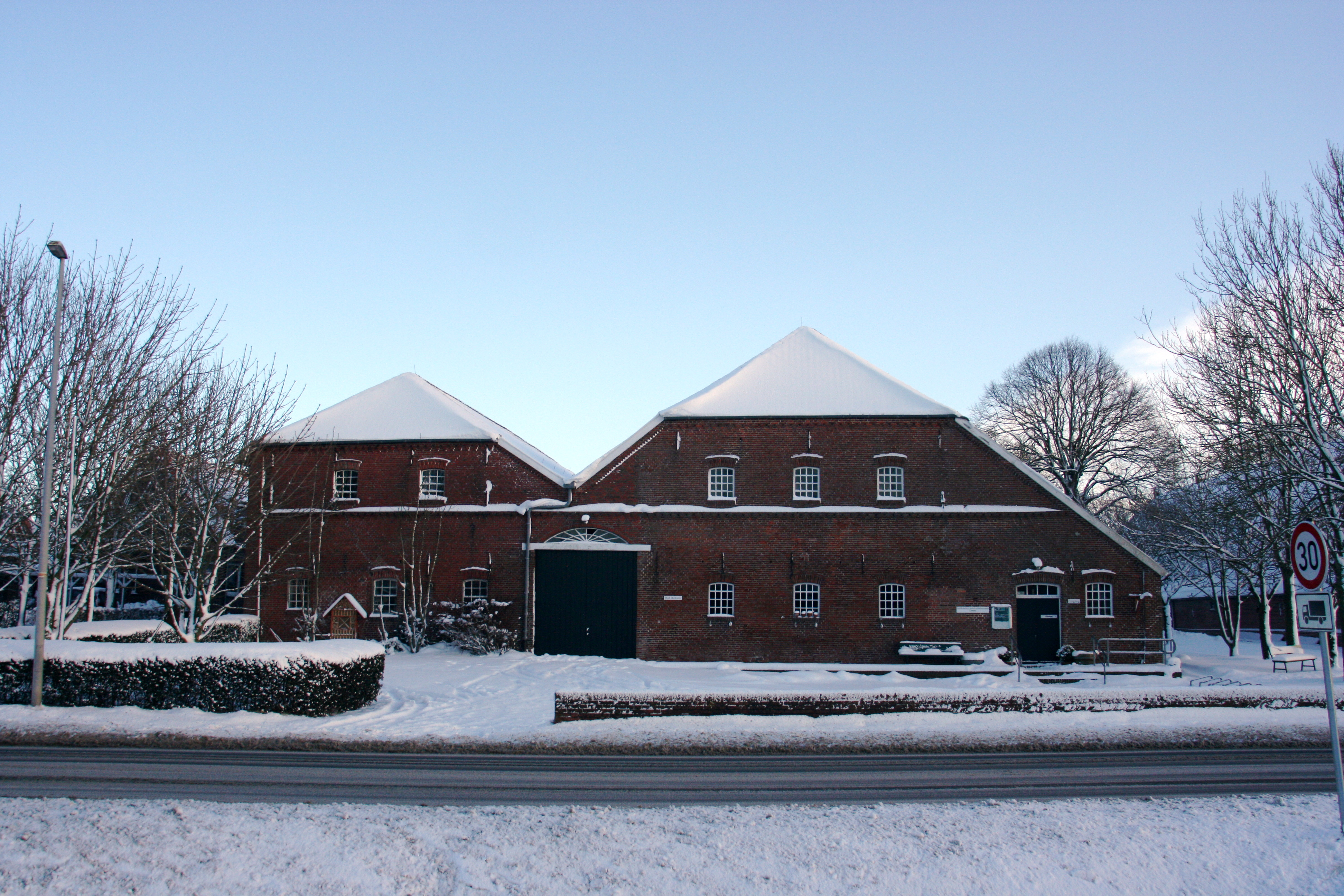
Das Ostfriesische Landwirtschaftsmuseum

Das Ostfriesische Landwirtschaftsmuseum befindet sich im ostfriesischen Dorf Campen, in der Gemeinde Krummhörn. Es ist Mitglied im Museumsverbund Ostfriesland. Das Museum, dem ein Museumsladen angeschlossen ist, ist in insgesamt vier Gebäuden untergebracht.

## Geschichte
Das Landwirtschaftsmuseum entstand aus einem Forschungsprojekt der VolkswagenStiftung in Zusammenarbeit mit der Ostfriesischen Landschaft in den Jahren 1979 bis 1984 unter dem Namen „Arbeit und Gerät der Bauern und Landhandwerker 1850-1950“. Aufgrund des öffentlichen Echos wurde im Jahr 1981 der ehrenamtliche Arbeitskreis „Agrartechnische Sammlung“ gegründet, der landwirtschaftliche Geräte sammelte und restaurierte. Insgesamt kamen so rund 500 große und kleine Geräte zusammen. Um diese Sammlung der Öffentlichkeit zugänglich zu machen, wurde das Ostfriesische Landwirtschaftsmuseum Campen OLMC gegründet, das in den Jahren 1986 bis 1991 dauerhaft eingerichtet wurde.
Seit 2007 finden im Museum regelmäßig Veranstaltungen, wie z. B. Genussmarkt, Gartentage, Aktionstage und das Apfelfest, statt. Seit 2023 wird das Museum vom Verein der Museumsfrünnen Campen ehrenamtlich betrieben.

## Ausstellung
Zu den vier Museumsgebäuden gehören auch zwei am Rand von Campen stehende Ende des 19. und Anfang des 20. Jahrhunderts errichtete Gulfhäuser. Sie werden durch eine neu errichtete Remise (Feldscheune) ergänzt. Neben diesen drei Gebäuden wurde ein altes Landarbeiterhaus wieder aufgebaut, in dem historische Trachten ausgestellt werden.